# Derbi asturiano
El derbi asturiano es el partido de fútbol que enfrenta a los dos principales equipos del Principado de Asturias: el Real Sporting de Gijón y el Real Oviedo. La rivalidad extradeportiva existente entre las dos ciudades, de tamaño parecido pero estructura socioeconómica y mayoría política históricamente diferentes, ha provocado desde sus comienzos que el encuentro, disputado oficialmente más de cien veces desde la fundación del Oviedo en 1926 —la del Sporting data de 1905— tanto en Primera División como en Segunda y otros torneos, sea de máxima rivalidad.

## Breve historia

### Antecedentes
La rivalidad entre el Sporting y los equipos representativos de Oviedo comenzó en el Campeonato Regional de Asturias. El primer enfrentamiento fue el 25 de enero de 1920, cuando el Sporting visitó al Deportivo Ovetense, en el campo de Teatinos, finalizando el encuentro con empate a dos goles.

### Partidos destacados
Para encontrar el primer derbi de la historia hay que remontarse al año 1926, el de la fundación del Real Oviedo como resultado de la fusión del Real Stadium Club Ovetense y el Real Club Deportivo Oviedo. El 5 de diciembre de aquel año se disputó en Gijón un partido entre los dos equipos correspondiente al Campeonato Regional de Asturias, que ganó el Real Sporting por 2 goles a 1.
El primer partido en Segunda División se celebró en la temporada inaugural de la Liga, la 1928-29: los dos equipos iniciaron su andanza en competición oficial en la categoría. En aquella temporada, el primer derbi fue el disputado en la jornada 3, el 24 de febrero de 1929, en Oviedo; ganaron los locales por 6 goles a 2. Los gijoneses se tomaron la revancha en la segunda vuelta, ganando por 3 goles a 2 en el partido jugado en Gijón el 12 de mayo de 1929.
El primer derbi en Primera División tuvo lugar en la campaña 1944-45, concretamente el 10 de diciembre de 1944; se disputó en Oviedo y lo ganó el equipo local por 2 goles a 1. Marcaron Herrerita y Echevarría para los carbayones y Liz para los gijoneses. El primer derbi celebrado en Gijón, en la segunda vuelta, se disputó en El Molinón el 13 de mayo de 1945 y lo ganó el Sporting por 6 goles a 0. Los goles fueron de Pío (3), Molinucu, Cervigón y Tamayo.
El último derbi disputado en Primera División tuvo lugar en Oviedo el 15 de marzo de 1998 y lo ganó el conjunto local por 2 goles a 1 (Nikíforov en propia puerta y Dely Valdés para los ovetenses; Kaiku para los gijoneses). Aquel año el Sporting descendió a Segunda División. El Oviedo se mantuvo en la élite del fútbol español otras tres temporadas, siendo su última campaña en la máxima categoría la 2000-01.
En la temporada 2002-03 se jugaría el último derbi antes de la gran crisis económica y deportiva en la que se vio inmerso el Real Oviedo, con descenso deportivo a Segunda B y administrativo a Tercera División y estando al borde de la desaparición, surgiendo entonces la iniciativa apoyada por el ayuntamiento de Oviedo, históricos jugadores y parte de la afición oviedista de refundar el club a través del Oviedo ACF. Durante 15 temporadas la diferencia de categorías entre ambos equipos impidió la celebración del partido, volviendo a disputarse en la temporada 2017-18 tras el descenso del Sporting a Segunda División  en la temporada anterior.
El primer partido tras el parón, que fue en El Molinón en la temporada 2017-18, finalizó 1-1 con goles de Carlos Carmona para el Sporting y de Toché para el Oviedo. Desde el regreso del derbi asturiano en dicha temporada, el club carbayón ha conseguido dominar ganando 7 de los 15 derbis disputados hasta la fecha, por 3 ganados por el equipo gijonés.

### Acercamientos
En los más de noventa años de coexistencia de las dos entidades rivales no han dejado de producirse ocasionales momentos de acercamiento cordial. En ciertos momentos se llegó al punto de hablar de una posible fusión de los dos equipos para formar una escuadra fuerte que representase mejor a Asturias en el mundo del fútbol, especialmente en momentos en que la presencia de la región en las categorías de fútbol profesional español se vio notablemente mermada.
En abril de 2000, con los dos equipos en situación crítica, el diario As desveló la noticia de que se habían producido encuentros entre propietarios del Real Oviedo y del Real Sporting de Gijón, Celso González y José Fernández respectivamente, en las que se trató la posibilidad de formar un único equipo que se habría llamado Real Asturias e, incluso, se habló de la construcción de un campo a medio camino entre las dos ciudades. La noticia sorprendió entonces a propios y extraños, y se alzaron diversas voces a favor y en contra de tal posibilidad, algunas de ellas de personajes prominentes de la región: Sabino Fernández Campo («hay que conservar viejas tradiciones»), Luis Martínez Noval («hay que tener mucho respeto con la historia») y Quini («la rivalidad es algo muy bueno para Asturias») se mostraron en contra; mientras que Toni Fidalgo («la idea, desde la distancia, parece brillante»), Herminio Menéndez («necesitamos una plataforma de lo nuestro"), Alfredo Relaño («una iniciativa interesante en Asturias»), Bernardo Salazar («la unión hizo la fuerza asturiana») y Corín Tellado («con el nuevo siglo todo está cambiando») se mostraron a favor. Representantes de otros equipos asturianos, como el Real Avilés C. F., defendieron igualmente la idea entendiendo que les beneficiaría. La idea, en cualquier caso, nunca ha pasado de ser una simple posibilidad remota, y se ha encontrado siempre con la oposición de los aficionados de los dos clubes, de la Federación Asturiana de Fútbol y de instituciones de gobierno de Asturias.
Otro momento destacado de acercamiento de posturas se produjo en 1955, cinco años después del fallecimiento de Carlos Tartiere, primer presidente del Real Oviedo que dio nombre al estadio del club. Aquel año el Sporting le concedió la medalla de oro del club a título póstumo y depositó una corona de flores con los colores rojiblancos en el busto que le fue erigido en la capital asturiana.
Además de estas iniciativas institucionales, se han producido otras más populares y espontáneas, como la de la Peña Los Pelayos de Lugones, única de la región que aglutina a aficionados de los dos equipos, y que ejemplifica su carácter con la fusión en una sola de las camisetas de los dos equipos, si bien se muestran contrarios a la fusión de las dos entidades.

### La rivalidad en la literatura

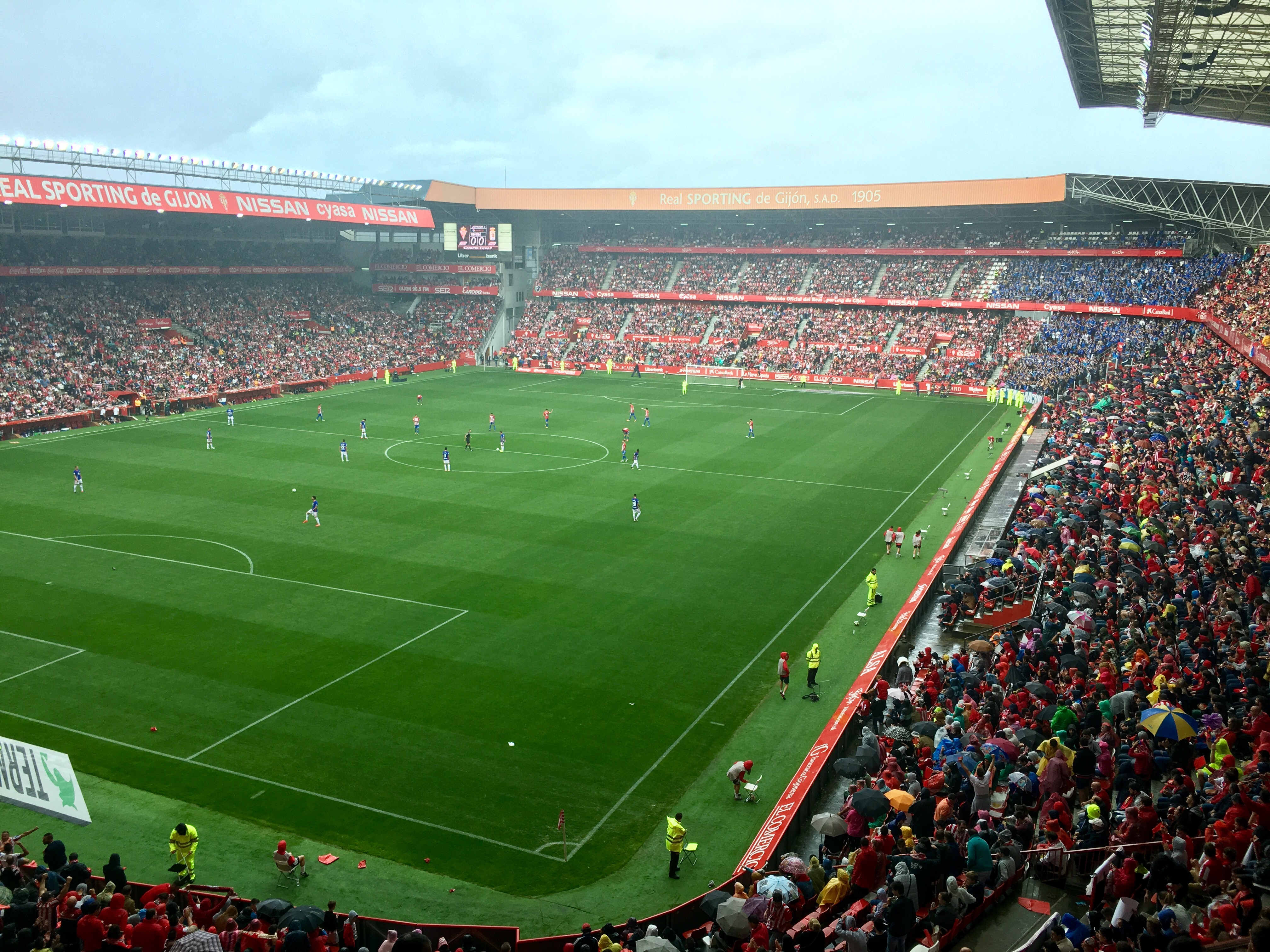
El estadio El Molinón, en Gijón, durante el derbi disputado el 9 de septiembre de 2017.

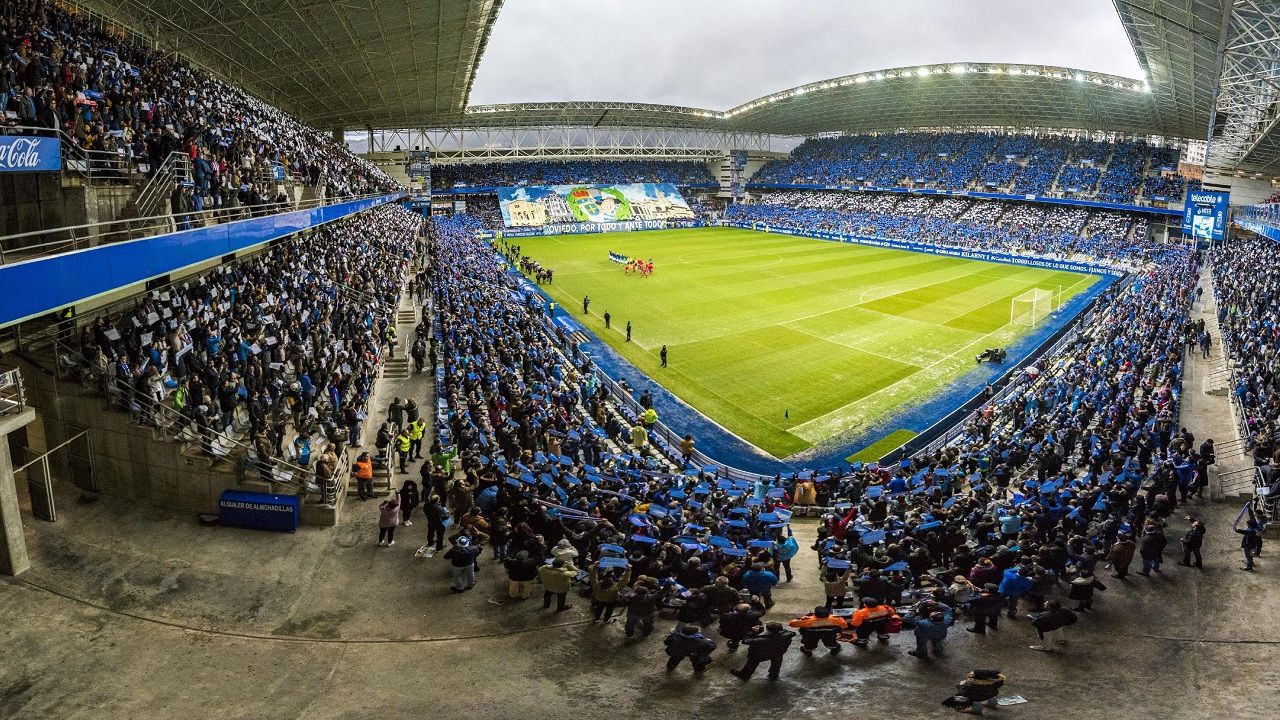
El estadio Carlos Tartiere en el derbi del 17 de noviembre de 2018.

A lo largo de los más de ochenta años de coexistencia de los dos equipos, han ido apareciendo diversas publicaciones sobre la rivalidad que nos ocupa, tanto libros como artículos periodísticos usualmente escritos en un tono fuertemente satírico. Estas son algunas de ellas, recogidas en un artículo de Jesús Castañón Rodríguez:
- Apoyado en el tapial (José Campo Castañón, 1956): puya poética lanzada a los aficionados del Sporting tras la derrota sufrida en El Molinón por cero goles a seis.
- La fusionona (Melchor Fernández Díaz, 1971): romancillo sobre una posible fusión de los dos equipos.
- Fútbol jesuítico y krausista (Juan Cueto, 1975): visión de los orígenes del fútbol en Asturias y caracterización sociológica de las dos aficiones.
- Gijón 6-Oviedo 1 (Mauro Muñiz, 1976): obra que se ocupa de todos los ámbitos de la rivalidad entre las dos ciudades resaltando la importancia del fútbol.
- Fútbol (Melchor Fernández Díaz, 1977): historia de la rivalidad regional presentada a través de estadísticas de las clasificaciones del Campeonato Regional, de Liga, de los máximos goleadores asturianos en Primera División y de los internacionales asturianos en la selección española.
- Ni Turín ni Turón (Jesús Castañón Rodríguez, 1988): análisis de las distintas fases por las que ha pasado la rivalidad en sus ámbitos deportivo, administrativo y social.
- La eterna rivalidad (José Ignacio García Noriega, 1988): análisis de la participación de los alcaldes en el ambiente de rivalidad, con el deseo de erradicación de la violencia en el fútbol.
- Futbolerías (José Nuel, 1988): el autor insta a los presidentes de las dos entidades a olvidar las críticas a las fuerzas de seguridad y a centrar sus esfuerzos en erradicar la violencia entre hinchadas radicales.
- ¿Un nuevo pacto de Villabona? (Jesús Castañón Rodríguez, 1989): análisis de las repercusiones literarias de la rivalidad, del histórico ambiente hostil y de una estadística global que muestra la enorme igualdad existente entre los dos equipos, que concluye con el planteamiento de la posibilidad de buscar un ambiente festivo en este tipo de encuentros.
- Recuerdos desde Madrid (Sabino Fernández Campo, 1990): colección de recuerdos de la infancia del autor entre los que se hallan evocaciones a encuentros de rivalidad en El Molinón.
- Ripios de la mesura y de la discordia cordial (Pedro de Silva, 1990): en esta obra el que fuera presidente de la Junta General del Principado de Asturias narra la convocatoria al palacio de la presidencia de representantes y jugadores de las dos entidades, y el autor hace un llamamiento a la cordialidad y al civismo como medio para ofrecer una buena imagen de la región en el exterior.
- Bailando un tango (David Serna, 1992): relato de ficción satírico sobre el mundo de los fichajes en el fútbol basado en hechos reales en los que se modifican ligeramente los nombres reales (Mandarín por Manjarín, La Nueva Guadaña por La Nueva España, Parca por Marca, Escuela de Marfeo por Escuela de Mareo, etc.) y en el que dos equipos, el Sporting de Vetusta y el Real Racing de Natamontada, trasuntos del Sporting y el Real Oviedo, se disputan el fichaje del futbolista Javier Tango.

### Jugadores y entrenadores compartidos
Se da el caso de un buen número futbolistas y entrenadores que llegaron a militar en las filas de los dos equipos. Manuel Meana, que dirigió al Real Sporting de Gijón en varias etapas (1926-1929, 1931-1933 y 1948-1950), entrenó también al Real Oviedo entre 1942 y 1947. José María Peña entrenó a los azules en la temporada 1935-1936 y, más tarde, dirigió al equipo gijonés en dos etapas: 1939-1942 y 1946-1947. Abel Picabea entrenó al Oviedo entre 1957 y 1959, para recalar luego en Gijón en la temporada 1959-1969. Finalmente, Vicente Miera dirigió a ambos clubes en dos etapas: 1974-1976 y 1987-1989, en el Real Oviedo, y 1976-1979 y 1980-1982 en el Real Sporting. El capítulo de jugadores es mucho más largo: Cholo Dindurra, Rafael Biempica, Uría, Bango o Iván Iglesias fueron algunos de ellos.

## Cómputo total de enfrentamientos oficiales
| Competición         | PJ  | RO | E  | RSG | Goles RO | Goles RSG |
| ------------------- | --- | -- | -- | --- | -------- | --------- |
| Primera División    | 40  | 19 | 13 | 8   | 42       | 31        |
| Segunda División    | 50  | 16 | 13 | 21  | 66       | 75        |
| Copa del Rey        | 10  | 7  | 1  | 2   | 23       | 17        |
| Campeonato regional | 18  | 8  | 5  | 5   | 46       | 38        |
| Total               | 118 | 50 | 32 | 36  | 177      | 161       |

| PJ: Partidos jugados                        |
| RO: Victorias del Real Oviedo               |
| E: Empates                                  |
| RSG: Victorias del Real Sporting de Gijón   |
| Goles RO: Goles del Real Oviedo             |
| Goles RSG: Goles del Real Sporting de Gijón |

## Historial de partidos en Primera División

### Estadísticas
- Primer encuentro: 10 de diciembre de 1944
- Último encuentro: 15 de marzo de 1998
- Total de partidos: 40
- Victorias del Real Oviedo: 19
- Victorias del Real Sporting de Gijón: 8
- Empates: 13
- Goles del Real Oviedo: 42
- Goles del Real Sporting de Gijón: 31
- Máxima goleada del Real Oviedo en casa: 3-1 (1975-76)
- Máxima goleada del Real Oviedo fuera: 0-3 (1958-59 y 1973-74)
- Máxima goleada del Real Sporting de Gijón en casa: 6-0 (1944-45)
- Máxima goleada del Real Sporting de Gijón fuera: 2-4 (1952-53)
- Empate con más goles en Oviedo: 2-2 (1945-46)
- Empate con más goles en Gijón: 1-1 (1946-47 y 1994-95)
- Máximos goleadores del Real Oviedo: Carlos (4); Areta y Alarcón (3); Herrerita, Emilín, Galán, Marianín y Dely Valdés (2)
- Máximos goleadores del Real Sporting de Gijón: Pío (5); Dindurra y Quini (3); Molinucu, Méndez, Grau y Tati Valdés (2)

### Tabla de partidos
| Temporada | Jornada | Local                  | Resultado | Visitante              |
| --------- | ------- | ---------------------- | --------- | ---------------------- |
| 1944-45   | 12.ª    | Real Oviedo            | 2 - 1     | Real Gijón             |
| 1944-45   | 25.ª    | Real Gijón             | 6 - 0     | Real Oviedo            |
| 1945-46   | 13.ª    | Real Gijón             | 1 - 0     | Real Oviedo            |
| 1945-46   | 26.ª    | Real Oviedo            | 2 - 2     | Real Gijón             |
| 1946-47   | 2.ª     | Real Gijón             | 1 - 1     | Real Oviedo            |
| 1946-47   | 15.ª    | Real Oviedo            | 3 - 2     | Real Gijón             |
| 1947-48   | 4.ª     | Real Oviedo            | 0 - 0     | Real Gijón             |
| 1947-48   | 17.ª    | Real Gijón             | 2 - 1     | Real Oviedo            |
| 1952-53   | 14.ª    | Real Gijón             | 1 - 3     | Real Oviedo            |
| 1952-53   | 29.ª    | Real Oviedo            | 2 - 4     | Real Gijón             |
| 1953-54   | 1.ª     | Real Gijón             | 0 - 0     | Real Oviedo            |
| 1953-54   | 16.ª    | Real Oviedo            | 1 - 0     | Real Gijón             |
| 1958-59   | 10.ª    | Real Gijón             | 0 - 3     | Real Oviedo            |
| 1958-59   | 25.ª    | Real Oviedo            | 2 - 0     | Real Gijón             |
| 1972-73   | 17.ª    | Real Oviedo            | 1 - 0     | Real Sporting de Gijón |
| 1972-73   | 34.ª    | Real Sporting de Gijón | 1 - 0     | Real Oviedo            |
| 1973-74   | 16.ª    | Real Sporting de Gijón | 0 - 3     | Real Oviedo            |
| 1973-74   | 33.ª    | Real Oviedo            | 0 - 0     | Real Sporting de Gijón |
| 1975-76   | 4.ª     | Real Oviedo            | 3 - 1     | Real Sporting de Gijón |
| 1975-76   | 21.ª    | Real Sporting de Gijón | 3 - 1     | Real Oviedo            |
| 1988-89   | 17.ª    | Real Oviedo            | 1 - 0     | Real Sporting de Gijón |
| 1988-89   | 37.ª    | Real Sporting de Gijón | 0 - 0     | Real Oviedo            |
| 1989-90   | 10.ª    | Real Sporting de Gijón | 0 - 0     | Real Oviedo            |
| 1989-90   | 29.ª    | Real Oviedo            | 1 - 0     | Real Sporting de Gijón |
| 1990-91   | 16.ª    | Real Oviedo            | 0 - 0     | Real Sporting de Gijón |
| 1990-91   | 35.ª    | Real Sporting de Gijón | 0 - 0     | Real Oviedo            |
| 1991-92   | 14.ª    | Real Oviedo            | 1 - 0     | Real Sporting de Gijón |
| 1991-92   | 33.ª    | Real Sporting de Gijón | 1 - 0     | Real Oviedo            |
| 1992-93   | 16.ª    | Real Sporting de Gijón | 0 - 1     | Real Oviedo            |
| 1992-93   | 35.ª    | Real Oviedo            | 2 - 1     | Real Sporting de Gijón |
| 1993-94   | 3.ª     | Real Oviedo            | 0 - 1     | Real Sporting de Gijón |
| 1993-94   | 22.ª    | Real Sporting de Gijón | 0 - 0     | Real Oviedo            |
| 1994-95   | 18.ª    | Real Sporting de Gijón | 1 - 1     | Real Oviedo            |
| 1994-95   | 37.ª    | Real Oviedo            | 1 - 0     | Real Sporting de Gijón |
| 1995-96   | 15.ª    | Real Oviedo            | 1 - 0     | Real Sporting de Gijón |
| 1995-96   | 36.ª    | Real Sporting de Gijón | 0 - 1     | Real Oviedo            |
| 1996-97   | 21.ª    | Real Sporting de Gijón | 0 - 0     | Real Oviedo            |
| 1996-97   | 42.ª    | Real Oviedo            | 0 - 0     | Real Sporting de Gijón |
| 1997-98   | 10.ª    | Real Sporting de Gijón | 1 - 2     | Real Oviedo            |
| 1997-98   | 29.ª    | Real Oviedo            | 2 - 1     | Real Sporting de Gijón |

## Historial de partidos en Segunda División

### Estadísticas
- Primer encuentro: 27 de enero de 1929
- Último encuentro: 7 de septiembre de 2024
- Total de partidos: 50
- Victorias del Real Oviedo: 16
- Victorias del Real Sporting de Gijón: 21
- Empates: 13
- Goles del Real Oviedo: 66
- Goles del Real Sporting de Gijón: 75
- Máxima goleada del Real Oviedo en casa: 6-2 (1928-29)
- Máxima goleada del Real Oviedo fuera: 0-6 (1955-56)
- Máxima goleada del Real Sporting de Gijón en casa: 5-1 (1956-57)
- Máxima goleada del Real Sporting de Gijón fuera: 2-4 (1955-56)
- Empate con más goles en Oviedo: 3-3 (1932-33)
- Empate con más goles en Gijón: 3-3 (1931-32)

### Tabla de partidos
| Temporada | Jornada | Local                  | Resultado | Visitante              |
| --------- | ------- | ---------------------- | --------- | ---------------------- |
| 1928-29   | 3.ª     | Real Oviedo            | 6 - 2     | Real Sporting de Gijón |
| 1928-29   | 12.ª    | Real Sporting de Gijón | 3 - 2     | Real Oviedo            |
| 1929-30   | 8.ª     | Real Oviedo            | 2 - 1     | Real Sporting de Gijón |
| 1929-30   | 17.ª    | Real Sporting de Gijón | 1 - 3     | Real Oviedo            |
| 1930-31   | 2.ª     | Real Sporting de Gijón | 2 - 1     | Real Oviedo            |
| 1930-31   | 11.ª    | Real Oviedo            | 3 - 1     | Real Sporting de Gijón |
| 1931-32   | 8.ª     | Real Sporting de Gijón | 3 - 3     | Real Oviedo            |
| 1931-32   | 17.ª    | Real Oviedo            | 0 - 1     | Real Sporting de Gijón |
| 1932-33   | 3.ª     | Real Oviedo            | 3 - 3     | Real Sporting de Gijón |
| 1932-33   | 12.ª    | Real Sporting de Gijón | 2 - 3     | Real Oviedo            |
| 1950-51   | 11.ª    | Real Oviedo            | 0 - 3     | Real Gijón             |
| 1950-51   | 28.ª    | Real Gijón             | 3 - 0     | Real Oviedo            |
| 1954-55   | 12.ª    | Real Gijón             | 4 - 3     | Real Oviedo            |
| 1954-55   | 27.ª    | Real Oviedo            | 1 - 2     | Real Gijón             |
| 1955-56   | 6.ª     | Real Oviedo            | 2 - 4     | Real Gijón             |
| 1955-56   | 21.ª    | Real Gijón             | 0 - 6     | Real Oviedo            |
| 1956-57   | 1.ª     | Real Oviedo            | 1 - 2     | Real Gijón             |
| 1956-57   | 20.ª    | Real Gijón             | 5 - 1     | Real Oviedo            |
| 1965-66   | 10.ª    | Real Oviedo            | 1 - 0     | Real Gijón             |
| 1965-66   | 25.ª    | Real Gijón             | 1 - 0     | Real Oviedo            |
| 1966-67   | 10.ª    | Real Gijón             | 5 - 4     | Real Oviedo            |
| 1966-67   | 25.ª    | Real Oviedo            | 0 - 0     | Real Gijón             |
| 1967-68   | 6.ª     | Real Oviedo            | 1 - 1     | Real Gijón             |
| 1967-68   | 21.ª    | Real Gijón             | 1 - 0     | Real Oviedo            |
| 1968-69   | 14.ª    | Real Gijón             | 2 - 0     | Real Oviedo            |
| 1968-69   | 33.ª    | Real Oviedo            | 2 - 1     | Real Gijón             |
| 1969-70   | 12.ª    | Real Oviedo            | 0 - 0     | Real Gijón             |
| 1969-70   | 31.ª    | Real Gijón             | 4 - 0     | Real Oviedo            |
| 1976-77   | 18.ª    | Real Sporting de Gijón | 1 - 1     | Real Oviedo            |
| 1976-77   | 37.ª    | Real Oviedo            | 1 - 2     | Real Sporting de Gijón |
| 2001-02   | 11.ª    | Real Oviedo            | 0 - 2     | Real Sporting de Gijón |
| 2001-02   | 32.ª    | Real Sporting de Gijón | 0 - 0     | Real Oviedo            |
| 2002-03   | 15.ª    | Real Sporting de Gijón | 1 - 0     | Real Oviedo            |
| 2002-03   | 36.ª    | Real Oviedo            | 2 - 1     | Real Sporting de Gijón |
| 2017-18   | 4.ª     | Real Sporting de Gijón | 1 - 1     | Real Oviedo            |
| 2017-18   | 25.ª    | Real Oviedo            | 2 - 1     | Real Sporting de Gijón |
| 2018-19   | 14.ª    | Real Oviedo            | 2 - 1     | Real Sporting de Gijón |
| 2018-19   | 31.ª    | Real Sporting de Gijón | 1 - 0     | Real Oviedo            |
| 2019-20   | 16.ª    | Real Oviedo            | 0 - 0     | Real Sporting de Gijón |
| 2019-20   | 27.ª    | Real Sporting de Gijón | 0 - 1     | Real Oviedo            |
| 2020-21   | 5.ª     | Real Oviedo            | 1 - 0     | Real Sporting de Gijón |
| 2020-21   | 35.ª    | Real Sporting de Gijón | 0 - 1     | Real Oviedo            |
| 2021-22   | 9.ª     | Real Oviedo            | 1 - 1     | Real Sporting de Gijón |
| 2021-22   | 36.ª    | Real Sporting de Gijón | 0 - 1     | Real Oviedo            |
| 2022-23   | 21.ª    | Real Oviedo            | 1 - 0     | Real Sporting de Gijón |
| 2022-23   | 40.ª    | Real Sporting de Gijón | 1 - 1     | Real Oviedo            |
| 2023-24   | 5.ª     | Real Oviedo            | 0 - 0     | Real Sporting de Gijón |
| 2023-24   | 26.ª    | Real Sporting de Gijón | 1 - 0     | Real Oviedo            |
| 2024-25   | 4.ª     | Real Sporting de Gijón | 3 - 1     | Real Oviedo            |
| 2024-25   | 22.ª    | Real Oviedo            | 1 - 1     | Real Sporting de Gijón |

## Historial de partidos en la Copa del Rey

### Estadísticas
- Primer encuentro: 20 de abril de 1940
- Último encuentro: 10 de octubre de 2001
- Total de partidos: 10
- Victorias del Real Oviedo: 7
- Victorias del Real Sporting de Gijón: 2
- Empates: 1
- Goles del Real Oviedo: 23
- Goles del Real Sporting de Gijón: 17
- Eliminatorias ganadas por el Real Oviedo: 4
- Eliminatorias ganadas por el Real Sporting de Gijón: 1
- Máxima goleada del Real Oviedo en casa: 3-1 (1942)
- Máxima goleada del Real Oviedo fuera: 1-4 (1941)
- Máxima goleada del Real Sporting de Gijón en casa: 4-2 (2001-02)
- Máxima goleada del Real Sporting de Gijón fuera: -
- Empate con más goles en Oviedo: -
- Empate con más goles en Gijón: 0-0 (1944-45)

### Tabla de partidos
| Temporada | Ronda     | Local                  | Resultado | Visitante   |
| --------- | --------- | ---------------------- | --------- | ----------- |
| 1941      | 1/16      | Real Gijón             | 1 - 4     | Real Oviedo |
| 1941      | 1/16      | Real Oviedo            | 3 - 2     | Real Gijón  |
| 1942      | 1/16      | Real Gijón             | 3 - 1     | Real Oviedo |
| 1942      | 1/16      | Real Oviedo            | 3 - 1     | Real Gijón  |
| 1942      | Desempate | Real Oviedo            | 2 - 1     | Real Gijón  |
| 1943      | 1/16      | Real Gijón             | 1 - 2     | Real Oviedo |
| 1943      | 1/16      | Real Oviedo            | 4 - 3     | Real Gijón  |
| 1944-45   | 1/8       | Real Gijón             | 0 - 0     | Real Oviedo |
| 1944-45   | 1/8       | Real Oviedo            | 2 - 1     | Real Gijón  |
| 2001-02   | 1/32      | Real Sporting de Gijón | 4 - 2     | Real Oviedo |

## Historial de partidos en el Campeonato Regional de Asturias

### Estadísticas
- Primer encuentro: 5 de diciembre de 1926
- Último encuentro: 20 de octubre de 1935
- Total de partidos: 18
- Victorias del Real Oviedo: 8
- Victorias del Real Sporting de Gijón: 5
- Empates: 5
- Goles del Real Oviedo: 46
- Goles del Real Sporting: 38
- Máxima goleada del Real Oviedo en casa: 5-1 (1932-33)
- Máxima goleada del Real Oviedo fuera: 2-8 (1933-34)
- Máxima goleada del Real Sporting de Gijón en casa: 6-1 (1930-31)
- Máxima goleada del Real Sporting de Gijón fuera: 0-2 (1931-32)
- Empate con más goles en Oviedo: 2-2 (1928-29 y 1933-34)
- Empate con más goles en Gijón: 3-3 (1928-29)

### Tabla de partidos
| Temporada | Jornada | Local                  | Resultado | Visitante              |
| --------- | ------- | ---------------------- | --------- | ---------------------- |
| 1926-27   |         | Real Sporting de Gijón | 2 - 1     | Real Oviedo            |
| 1926-27   |         | Real Oviedo            | 2 - 1     | Real Sporting de Gijón |
| 1928-29   |         | Real Oviedo            | 2 - 2     | Real Sporting de Gijón |
| 1928-29   |         | Real Sporting de Gijón | 3 - 3     | Real Oviedo            |
| 1929-30   |         | Real Oviedo            | 1 - 1     | Real Sporting de Gijón |
| 1929-30   |         | Real Sporting de Gijón | 4 - 2     | Real Oviedo            |
| 1930-31   |         | Real Oviedo            | 1 - 2     | Real Sporting de Gijón |
| 1930-31   |         | Real Sporting de Gijón | 6 - 1     | Real Oviedo            |
| 1931-32   |         | Real Sporting de Gijón | 0 - 1     | Real Oviedo            |
| 1931-32   |         | Real Oviedo            | 0 - 2     | Real Sporting de Gijón |
| 1932-33   |         | Real Oviedo            | 5 - 1     | Real Sporting de Gijón |
| 1932-33   |         | Real Sporting de Gijón | 2 - 2     | Real Oviedo            |
| 1933-34   |         | Real Oviedo            | 2 - 2     | Real Sporting de Gijón |
| 1933-34   |         | Real Sporting de Gijón | 2 - 8     | Real Oviedo            |
| 1934-35   |         | Real Sporting de Gijón | 2 - 3     | Real Oviedo            |
| 1934-35   |         | Real Oviedo            | 4 - 2     | Real Sporting de Gijón |
| 1935-36   |         | Real Sporting de Gijón | 0 - 5     | Real Oviedo            |
| 1935-36   |         | Real Oviedo            | 3 - 2     | Real Sporting de Gijón |

## Historial de partidos en el Trofeo Principado

### Estadísticas
- Primer encuentro: 10 de agosto de 1988
- Último encuentro: 19 de septiembre de 2007
- Total de partidos: 19
- Victorias del Real Oviedo: 10
- Victorias del Real Sporting de Gijón: 5
- Empates: 4
- Goles del Real Oviedo: 23
- Goles del Real Sporting de Gijón: 16
- Máxima goleada del Real Oviedo: 3-0 (1990)
- Máxima goleada del Real Sporting de Gijón: 1-3 (1988) y 3-1 (1992)
- Empate con más goles: 1-1 (1994)

### Tabla de partidos
| Edición | Año  | Local                  | Resultado | Visitante              |
| ------- | ---- | ---------------------- | --------- | ---------------------- |
| I       | 1988 | Real Oviedo            | 1 - 3     | Real Sporting de Gijón |
| II      | 1989 | Real Sporting de Gijón | 0 - 2     | Real Oviedo            |
| II      | 1989 | Real Oviedo            | 2 - 1     | Real Sporting de Gijón |
| III     | 1990 | Real Oviedo            | 3 - 0     | Real Sporting de Gijón |
| III     | 1990 | Real Sporting de Gijón | 0 - 1     | Real Oviedo            |
| IV      | 1991 | Real Sporting de Gijón | 2 - 0     | Real Oviedo            |
| IV      | 1991 | Real Oviedo            | 2 - 1     | Real Sporting de Gijón |
| V       | 1992 | Real Oviedo            | 2 - 1     | Real Sporting de Gijón |
| V       | 1992 | Real Sporting de Gijón | 1 - 3     | Real Oviedo            |
| VI      | 1993 | Real Sporting de Gijón | 1 - 2     | Real Oviedo            |
| VI      | 1993 | Real Oviedo            | 0 - 1     | Real Sporting de Gijón |
| VII     | 1994 | Real Oviedo            | 0 - 1     | Real Sporting de Gijón |
| VII     | 1994 | Real Sporting de Gijón | 1 - 1     | Real Oviedo            |
| VIII    | 1995 | Real Sporting de Gijón | 0 - 2     | Real Oviedo            |
| VIII    | 1995 | Real Oviedo            | 0 - 0     | Real Sporting de Gijón |
| IX      | 1996 | Real Oviedo            | 0 - 0     | Real Sporting de Gijón |
| IX      | 1996 | Real Sporting de Gijón | 0 - 0     | Real Oviedo            |
| X       | 2006 | Real Sporting de Gijón | 2 - 0     | Real Oviedo            |
| XI      | 2007 | Real Oviedo            | 2 - 1     | Real Sporting de Gijón |

## Cómputo total de enfrentamientos oficiales entre filiales
| Competición        | PJ | RO | E  | RSG | Goles RO | Goles RSG |
| ------------------ | -- | -- | -- | --- | -------- | --------- |
| Segunda División B | 24 | 12 | 4  | 8   | 33       | 24        |
| Tercera División   | 16 | 4  | 7  | 5   | 15       | 17        |
| Total              | 40 | 16 | 11 | 13  | 48       | 41        |

| PJ: Partidos jugados                            |
| RO: Victorias del Real Oviedo "B"               |
| E: Empates                                      |
| RSG: Victorias del Real Sporting de Gijón "B"   |
| Goles RO: Goles de Real Oviedo "B"              |
| Goles RSG: Goles del Real Sporting de Gijón "B" |

## Historial de partidos en Segunda División B (entre filiales)

### Estadísticas
- Primer encuentro: 9 de diciembre de 1990
- Último encuentro: 7 de marzo de 2021
- Total de partidos: 26
- Victorias del Real Oviedo "B": 14
- Victorias del Real Sporting de Gijón "B": 8
- Empates: 4
- Goles del Real Oviedo "B": 35
- Goles del Real Sporting de Gijón "B": 24
- Máxima goleada del Real Oviedo "B" en casa: 3-1 (1992-93)
- Máxima goleada del Real Oviedo "B" fuera: 0-4 (1997-98)
- Máxima goleada del Real Sporting de Gijón "B" en casa: 2-1 (1999-2000)
- Máxima goleada del Real Sporting de Gijón "B" fuera: 1-4 (2001-02)
- Empate con más goles en Oviedo: 2-2 (1999-2000)
- Empate con más goles en Gijón: 3-3 (1990-91)

## Historial de partidos en Tercera División (entre filiales)

### Estadísticas
- Primer encuentro: 1967
- Último encuentro: 2017
- Total de partidos: 16
- Victorias del Real Oviedo "B": 4
- Victorias del Real Sporting de Gijón "B": 5
- Empates: 7
- Goles del Real Oviedo "B": 15
- Goles del Real Sporting de Gijón "B": 17
- Máxima goleada del Real Oviedo "B" en casa: 3-2 (1967-68)
- Máxima goleada del Real Oviedo "B" fuera: 2-1 (2002-03)
- Máxima goleada del Real Sporting de Gijón "B" en casa: 2-0 (1967-68 y 1980-81)
- Máxima goleada del Real Sporting de Gijón "B" fuera: 2-3 (1986-87)
- Empate con más goles en Oviedo: 2-2 (1980-81)
- Empate con más goles en Gijón: 0-0 (1968-69, 1969-70 y 1987-88)

## Comparativa entre los dos equipos
| Dato                                                          | Real Sporting de Gijón            | Real Oviedo                                                             |
| ------------------------------------------------------------- | --------------------------------- | ----------------------------------------------------------------------- |
| Año de fundación                                              | 1905                              | 1926                                                                    |
| Temporadas en Primera División                                | 42                                | 39                                                                      |
| Puesto en la clasificación histórica de Primera División      | 16.º                              | 19.º                                                                    |
| Puesto más alto alcanzado en Primera División                 | 2.º (1978-79)                     | 3.º (1934-35, 1935-36 y 1962-63)                                        |
| Primera temporada en Primera División                         | 1944-45                           | 1933-34                                                                 |
| Participaciones europeas                                      | 6                                 | 1                                                                       |
| Trofeos Pichichi                                              | 3 (Quini)                         | 4 (tres Lángara y uno Marianín)                                         |
| Trofeos Zamora                                                | 3 (Ablanedo)                      | -                                                                       |
| Mejor participación en la Copa del Rey                        | Subcampeón (1980-81 y 1981-82)    | Semifinales (1934 y 1946)                                               |
| Mejor participación en la Copa de la Liga de Primera División | Semifinales (1985)                | Segunda ronda (1986)                                                    |
| Temporadas en Segunda División                                | 52                                | 42                                                                      |
| Títulos en Competición Profesional                            | 5 Campeonatos de Segunda División | 5 Campeonatos de Segunda División 1 Copa de la Liga de Segunda División |
| Temporadas en Segunda División B                              | -                                 | 9                                                                       |
| Temporadas en Tercera División                                | -                                 | 4                                                                       |
| Récord de socios en una temporada                             | 24 307 (2017-18)                  | 25 172 (2024-25)                                                        |
| Capacidad del estadio                                         | 30 000                            | 30 500                                                                  |